# Kościół Najświętszego Serca Pana Jezusa w Bądkowie
Kościół Najświętszego Serca Pana Jezusa w Bądkowie – katolicki kościół filialny zlokalizowany we wsi Bądkowo w gminie Płoty, w powiecie gryfickim (województwo zachodniopomorskie). Należy do parafii Przemienienia Pańskiego w Płotach.

## Historia i architektura
Kościół, murowany z kamienia i cegły, powstał w XVII wieku. Wzniesiony został na planie prostokąta. W XIX wieku świątynia została przebudowana, od strony zachodniej dostawiono wówczas podwyższoną kaplicę na planie kwadratu. Szczyt wschodni oraz szczyt kaplicy są neogotyckie, murowane z cegły. W zachodniej fasadzie umieszczony jest portal wejściowy, powyżej niego znajduje się wole oko w ceglanej ościeży. Jej szczyt, ozdobiony trzema ostołukowymi oknami, wieńczy sygnaturka. Dach kościoła i kaplicy kryty jest dachówką. Przemurowana z cegły fasada wsparta jest w narożach przyporami. Od strony południowej do kościoła dostawiona jest zakrystia.
Wnętrze kościoła nakryte jest płaskim, belkowanym stropem. Zachowały się XIX-wieczne ławki i empora z prospektem organowym. Ściany pokryte są kamienną lamperią.
Po II wojnie światowej kościół został poświęcony jako świątynia katolicka w 1946 roku.